# Финикия (римская провинция)

Римская Финикия в 210 году

Финикия (лат. Phoenice) — римская провинция, занимавшая территорию исторической области Финикия.
Финикия попала под власть Римской республики в 64 году до н. э., когда Гней Помпей Великий создал провинцию Сирия. За исключением короткого периода в 36—30 годах до н. э., когда Марк Антоний передал регион египетскому царству Птолемеев, Финикия оставалась частью провинции Сирии в последующий период. Император Адриан (правил в 117—138 годах), как говорят, в 123/124 году объявил, что Сирия является слишком большой провинцией и её необходимо разделить. Однако лишь около 194 года Септимий Север (правил в 193—211 годах) реализовал эти слова, разделив провинцию на Келесирию на севере и Сирию Финикийскую на юге. Тир стал столицей новой провинции, но Гелиогабал (правил в 218—222 годах) сделал Эмесу, бывшую местом его рождения, дополнительной столицей, и два города соперничали друг с другом за звание главного города провинции до её разделения в IV веке.
Диоклетиан (правил в 284—305 годах) отделил район Батанеи и присоединил его к Аравии, а до 328 года, когда провинция упоминается в Веронском списке, Константин I Великий (правил в 306—337 годах) создал новую провинцию Августа Ливанская из восточной половины старой провинции, охватывающей территорию к востоку от горы Ливан. Константинова провинция существовала непродолжительное время, но она сформировала основу передела Финикии около 400 года. Тогда она была разделена на провинции Финикия I или Финикия Паралия (греч. Φοινίκη Παραλία — «прибрежная Финикия») с центром в Тире, и Финикия II или Финикия Ливанская (др.-греч. Φοινίκη Λιβανησία, лат. Phoenice Libanensis), с центром в Эмесе, как их соответствующих столицах. В Notitia Dignitatum, написанной вскоре после разделения провинции, рассказывается, что Финикия I управлялась консуляром, в то время как Финикия II находилась под контролем презида, а обеих провинции входили в состав диоцеза Восток. Такое деление сохранялось в целости и сохранности до мусульманского завоевания Леванта в 630-х годах.